# Список Героев Социалистического Труда (Длимбетов — Дощечкин)
Эта страница является частью списка Героев Социалистического Труда и перечисляет в алфавитном порядке лиц, удостоенных звания Героя Социалистического Труда, чьи фамилии начинаются с буквы «Д», от Длимбетов до Дощечкин.
- Список не включает дважды и трижды Героев Социалистического Труда, а также лиц, лишённых этого звания.
- Список содержит информацию о датах жизни, роде деятельности и дате присвоения звания Героя.
- Герои, удостоенные звания посмертно, выделены в списке  серым цветом .
- Герои, сменившие фамилию после присвоения звания, приводятся в списках дважды, при этом строка с новой фамилией выделяется  бежевым цветом  и не имеет номера.

## Список людей, фамилии которых начинаются с «Д»
| Навигационная таблица | Навигационная таблица |
| --------------------- | --------------------- |
| «Д»                   | Дабаев — Дешунин      |
| «Д»                   | Джабаров — Дическул   |
| «Д»                   | Длимбетов — Дощечкин  |
| «Д»                   | Драгавцев — Дяченко   |

| №          | Фамилия, имя, отчество                            | Даты жизни              | Деятельность | Дата присвоения | ГС         |
| ---------- | ------------------------------------------------- | ----------------------- | --- | --------------- | ---------- |
| 1          | Длимбетов Уразбай                                 | род. 1935               | Машинист экскаватора Тахиаташского строительно-монтажного управления треста «Каракалпакводстрой» Министерства мелиорации и водного хозяйства Узбекской ССР, Каракалпакская АССР                                    | 13.03.1981      | [ ГС 1 ]   |
| 2          | Дмитренко Алексей Яковлевич                       | 05.02.1930 — 23.10.2012 | Звеньевой колхоза «Всесвитний Жовтень» Черниговского района Черниговской области | 30.04.1966      | [ ГС 2 ]   |
| 3          | Дмитренко Лидия Ивановна                          | 18.10.1930 — 11.11.1990 | Звеньевая колхоза «Красная звезда» Пластуновского района Краснодарского края | 02.06.1950      | [ ГС 3 ]   |
| 4          | Дмитренко Ольга Яковлевна                         | 08.04.1931 — 10.08.2010 | Свинарка колхоза имени Шевченко Борисовского района Белгородской области | 22.03.1966      | [ ГС 4 ]   |
| 5          | Дмитриев Антон Георгиевич                         | 25.04.1917 — 25.01.2009 | Бригадир колхоза «Заветы Ильича» Старобешевского района Донецкой области | 23.06.1966      | [ ГС 5 ]   |
| 6          | Дмитриев Валентин Дмитриевич                      | 27.04.1890 — ????       | Бригадир колхоза «Дружный труд» Гатчинского района Ленинградской области | 23.04.1949      | [ ГС 6 ]   |
| 7          | Дмитриев Виктор Владимирович                      | 1929 — ????             | Бригадир электролизников Волгоградского алюминиевого завода Министерства цветной металлургии СССР | 20.05.1966      | [ ГС 7 ]   |
| 8          | Дмитриев Виктор Яковлевич                         | 14.12.1934 — 08.11.1999 | Осмотрщик грузового вагонного депо Георгиу-Деж Юго-Восточной железной дороги, Воронежская область | 03.07.1986      | [ ГС 8 ]   |
| 9          | Дмитриев Иван Андреевич                           | 07.01.1928 — 08.06.2004 | Мастер Магнитогорского металлургического комбината имени В. И. Ленина Министерства чёрной металлургии СССР, Челябинская область                                                                                    | 29.12.1973      | [ ГС 9 ]   |
| 10         | Дмитриев Мефодий Александрович                    | 18.06.1906 — 03.07.1963 | Начальник комбината «Востсибуголь» Министерства угольной промышленности восточных районов СССР, Иркутская область                                                                                                  | 28.08.1948      | [ ГС 10 ]  |
| 11         | Дмитриев Михаил Афанасьевич                       | 23.09.1921 — 10.10.2001 | Директор Кормянской средней школы-интерната, Кормянский район Гомельской области | 20.07.1971      | [ ГС 11 ]  |
| 12         | Дмитриев Николай Иванович                         | 18.10.1931 — 03.05.1985 | Командир авиационной эскадрильи Эстонского республиканского производственного объединения гражданской авиации Министерства гражданской авиации СССР, гор. Таллин                                                   | 04.02.1983      | [ ГС 12 ]  |
| 13         | Дмитриева Мария Степановна                        | 23.02.1926 — 10.08.1976 | Звеньевая колхоза «Труд» Загорского района Московской области | 09.06.1950      | [ ГС 13 ]  |
| 14         | Дмитриева Александра Матвеевна                    | 24.09.1909 — ????       | Звеньевая колхоза «Климатино» Ломоносовского района Ленинградской области | 30.03.1948      | [ ГС 14 ]  |
| 15         | Дмитриева Валентина Дмитриевна                    | 16.09.1937 — 18.02.2019 | Доярка колхоза «Мотор» Канашского района Чувашской АССР | 06.09.1973      | [ ГС 15 ]  |
| 16         | Дмитриева Мария Андреевна                         | 21.09.1923 — 05.10.1999 | Ткачиха Киржачского шёлкового комбината Министерства лёгкой промышленности СССР, Владимирская область | 09.06.1966      | [ ГС 16 ]  |
| 17         | Дмитриева Мария Андреевна                         | 01.03.1920 — 16.12.1995 | Трактористка колхоза имени Ильича Каменского района Тульской области | 08.04.1971      | [ ГС 17 ]  |
| 18         | Дмитриенко Алексей Тарасович                      | 26.07.1910 — 15.05.1985 | Бригадир тракторной бригады Щетинкинской МТС Минусинского района Красноярского края | 07.01.1948      | [ ГС 18 ]  |
| 19         | Дмитриенко Иван Сергеевич                         | 1908—1987               | Машинист локомотивного депо Кавказская Северо-Кавказской железной дороги, Краснодарский край | 01.08.1959      | [ ГС 19 ]  |
| 20         | Дмитриенко Николай Лаврентьевич                   | 23.02.1910 — 18.04.1970 | Бригадир тракторной бригады конного завода № 33, Ново-Кубанский район Краснодарского края | 17.05.1952      | [ ГС 20 ]  |
| 21         | Дмитриенко Тамара Григорьевна                     | 30.06.1934 — 03.08.2006 | Доярка учебно-опытного хозяйства «Коммунар» Крымского сельскохозяйственного института имени Калинина, Симферопольский район Крымской области                                                                       | 22.03.1966      | [ ГС 21 ]  |
| 22         | Дмитриенко Хрестиния Матвеевна                    | 1915 — ????             | Звеньевая свиноводческого совхоза № 5 Министерства мясной и молочной промышленности СССР, Чугуевский район Харьковской области                                                                                     | 24.04.1948      | [ ГС 22 ]  |
| 23         | Дмитровская Екатерина Петровна                    | 24.12.1906 — 17.12.1999 | Заведующая молочнотоварной фермой колхоза имени Ленина Новгородковского района Кировоградской области | 22.03.1966      | [ ГС 23 ]  |
| 24         | Дмитроченко Александр Петрович                    | 01.09.1900 — 08.08.1981 | Заведующий кафедрой кормления сельскохозяйственных животных Ленинградского сельскохозяйственного института | 22.03.1966      | [ ГС 24 ]  |
| 25         | Добровольский Георгий Владимирович                | 16.11.1924 — 05.07.2007 | Токарь Саратовского радиоприборного завода Министерства судостроительной промышленности СССР, Саратовская область                                                                                                  | 26.04.1971      | [ ГС 25 ]  |
| 26         | Добровольскис Пранцишкус-Станисловас Пранцишкович | 08.02.1915 — 14.02.2007 | Председатель исполкома Капсукского районного Совета депутатов трудящихся Литовской ССР | 05.04.1958      | [ ГС 26 ]  |
| 27         | Добронецкий Леонид Константинович                 | 1910 — ????             | Председатель колхоза имени Калинина Лагодехского района Грузинской ССР | 02.04.1966      | [ ГС 27 ]  |
| 28         | Доброносов Николай Иванович                       | 18.12.1925 — 21.09.2017 | Токарь Копейского машиностроительного завода имени С. М. Кирова Министерства тяжёлого, энергетического и транспортного машиностроения СССР, Челябинская область                                                    | 05.04.1971      | [ ГС 28 ]  |
| 29         | Доброхотов Василий Александрович                  | 29.12.1913 — 07.08.2002 | Слесарь-механик Московского приборостроительного завода «Манометр» Министерства приборостроения, средств автоматизации и систем управления СССР                                                                    | 02.07.1966      | [ ГС 29 ]  |
| 30         | Добрынин Алексей Иванович                         | 13.02.1930 — 09.04.2023 | Машинист экскаватора угольного карьера № 1—2 треста «Коркинуголь» комбината «Челябинскуголь» Министерства угольной промышленности СССР, Челябинская область                                                        | 29.06.1966      | [ ГС 30 ]  |
| 31         | Добрынин Алексей Фёдорович                        | 13.02.1922 — 03.06.1997 | Председатель колхоза «Колос» Тутаевского района Ярославской области | 23.06.1966      | [ ГС 31 ]  |
| 32         | Добрынин Анатолий Михайлович                      | 15.04.1916 — 08.03.1982 | Генеральный директор объединения по производству автомобильных дизельных двигателей («Автодизель») Министерства автомобильной промышленности СССР, гор. Ярославль                                                  | 16.03.1976      | [ ГС 32 ]  |
| 33         | Добрынин Анатолий Фёдорович                       | 16.11.1919 — 06.04.2010 | Чрезвычайный и Полномочный Посол СССР в США, гор. Москва | 04.11.1982      | [ ГС 33 ]  |
| 34         | Добшик Никита Григорьевич                         | 30.09.1911 — 13.11.1995 | Комбайнёр Петуховской МТС Ключевского района Алтайского края | 11.01.1957      | [ ГС 34 ]  |
| 35         | Добышев Кондратий Филиппович                      | 29.01.1908 — 1984       | Расточник завода «Большевик» Ленинградского совнархоза | 21.06.1957      | [ ГС 35 ]  |
| 36         | Довбаева Огулдурды                                | род. 1928               | Колхозница колхоза имени Ленина Дейнауского района Чарджоуской области | 14.12.1972      |            |
| 37         | Довбенко Василий Фёдорович                        | 05.03.1932 — 31.10.1987 | Механизатор колхоза «Восход» Змеиногорского района Алтайского края | 13.03.1981      | [ ГС 36 ]  |
| 38         | Довбня Михаил Иванович                            | род. 1930               | Машинист экскаватора Ургенчского строительно-монтажного управления треста «Хорезмводстрой» Министерства мелиорации и водного хозяйства Узбекской ССР, Хорезмская область                                           | 06.03.1980      |            |
| 39         | Довбыш Виктор Иннокентьевич                       | 02.11.1937 — 08.12.2013 | Забойщик шахты имени Н. А. Изотова комбината «Артёмуголь» Министерства угольной промышленности Украинской ССР, гор. Горловка Донецкой области                                                                      | 29.12.1973      | [ ГС 37 ]  |
| 40         | Довга Мария Антоновна                             | 14.02.1918 — 20.05.1994 | Звеньевая колхоза «Шлях до социализму» Царичанского района Днепропетровской области | 09.06.1950      | [ ГС 38 ]  |
| 41         | Довгаль Василий Павлович                          | 18.02.1919 — 22.09.2001 | Бывший первый секретарь Фёдоровского райкома Компартии Казахстана, Кустанайская область, ныне слушатель партийной школы при ЦК Компартии Казахстана                                                                | 11.01.1957      | [ ГС 39 ]  |
| 42         | Довгаль Владимир Никитович                        | 07.10.1935 — 06.09.1990 | Бригадир бурильщиков производственного объединения «Кривбассруда» Министерства чёрной металлургии Украинской ССР, Днепропетровская область                                                                         | 12.05.1977      | [ ГС 40 ]  |
| 43         | Довгаль Татьяна Андреевна                         | род. 1937               | Доярка колхоза «1 Мая» Ак-Суйского района Иссык-Кульской области | 16.03.1981      | [ ГС 41 ]  |
| 43.000001  | Довгалюк Вера Алексеевна                          | 23.09.1930 — 31.08.2022 | Звеньевая колхоза имени Кагановича Ново-Титаровского района Краснодарского края | 10.02.1949      | [ ГС 42 ]  |
| 44         | Довгань Анна Ивановна                             | 11.02.1921 — 21.01.1989 | Звеньевая колхоза имени Ильича Гусятинского района Тернопольской области | 08.04.1971      | [ ГС 43 ]  |
| 45         | Довгей Мария Прокофьевна                          | 12.09.1934 — 04.07.2004 | Звеньевая колхоза имени Фрунзе Черновицкого района Черновицкой области | 26.02.1958      | [ ГС 44 ]  |
| 46         | Довгошея Анна Никитична                           | род. 1934               | Доярка колхоза имени Фрунзе Монастырищенского района Черкасской области | 06.03.1981      |            |
| 47         | Довженко Анна Денисовна                           | 12.02.1928 — 11.12.2007 | Доярка колхоза «10-риччя Жовтня» Мало-Девицкого района Черниговской области | 26.02.1958      | [ ГС 45 ]  |
| 48         | Довжик Михаил Егорович                            | 19.09.1928 — 13.12.1998 | Бригадир совхоза «Шуйский» Атбасарского района Целиноградской области | 13.12.1972      | [ ГС 46 ]  |
| 49         | Довидайтис Юозас Юозо                             | 1921 — ????             | Директор совхоза «Скарайтишкес» Расейнского района Литовской ССР | 08.04.1971      | [ ГС 47 ]  |
| 50         | Довиденко Борис Григорьевич                       | род. 1927               | Драгер Кербинского приискового управления треста «Приморзолото» Министерства цветной металлургии СССР, Приморский край                                                                                             | 20.05.1966      | [ ГС 48 ]  |
| 51         | Довыдов Михаил Тихонович                          | 24.12.1919 — 27.12.1969 | Комбайнёр Верхне-Уральской МТС Челябинской области | 05.08.1952      | [ ГС 49 ]  |
| 52         | Догадкин Николай Павлович                         | 1918 — ????             | Бригадир комплексной бригады строительного управления «Жилстрой» треста «Донмашстрой» Сталинского совнархоза | 09.08.1958      | [ ГС 50 ]  |
| 53         | Догдомов Доржи                                    | 1919 — 20.01.1993       | Старший чабан племенного овцеводческого совхоза «Красный великан» Забайкальского района Читинской области | 08.04.1971      | [ ГС 51 ]  |
| 54         | Догонадзе Григорий Иванович                       | род. 1935               | Бригадир проходчиков шахты имени Ленина треста «Ткибулуголь» Министерства угольной промышленности СССР, Грузинская ССР                                                                                             | 02.04.1966      | [ ГС 52 ]  |
| 55         | Дограшвили Владимир Самсонович                    | 1903 — ????             | Председатель исполнительного комитета Маяковского районного Совета депутатов трудящихся Грузинской ССР | 09.08.1949      | [ ГС 53 ]  |
| 56         | Дограшвили Леван Ерминиевич                       | 1912 — ????             | Звеньевой колхоза имени Димитрова сельсовета 1 Обча Маяковского района Грузинской ССР | 05.09.1950      | [ ГС 54 ]  |
| 57         | Догуа Гидж Добрович                               | 1903 — ????             | Бригадир колхоза имени Сталина Очемчирского района Абхазской АССР | 03.05.1949      | [ ГС 55 ]  |
| 58         | Догужиев Виталий Хуссейнович                      | 25.12.1935 — 03.10.2016 | Заместитель Министра общего машиностроения СССР, гор. Москва | 18.02.1984      | [ ГС 56 ]  |
| 59         | Додаков Иван Акимович                             | 21.01.1916 — 14.05.1994 | Первый секретарь Кролевецкого райкома Компартии Украины, Сумская область | 08.04.1971      | [ ГС 57 ]  |
| 60         | Доденко Матрёна Кирилловна                        | 10.05.1913 — 31.10.2000 | Звеньевая семеноводческого совхоза «Красноармеец» Министерства совхозов СССР, Днепропетровская область | 03.05.1948      | [ ГС 58 ]  |
| 61         | Додобаев Атоджон                                  | 20.06.1920 — 2000       | Председатель колхоза имени Ленина Ворошиловабадского района Сталинабадской области | 01.03.1948      | [ ГС 59 ]  |
| 62         | Додобаев Эргашбой                                 | 1912 — ????             | Звеньевой колхоза имени Молотова Ленинабадского района Ленинабадской области | 01.03.1948      | [ ГС 60 ]  |
| 63         | Додор Анатолий Прокофьевич                        | 10.05.1939 — 08.10.2011 | Токарь Уральского вагоностроительного завода Министерства оборонной промышленности СССР, гор. Нижний Тагил Свердловской области                                                                                    | 26.04.1971      | [ ГС 61 ]  |
| 64         | Додукало Анна Михайловна                          | 19.02.1914 — 16.04.1989 | Звеньевая овощеводческого звена совхоза имени Шевченко Криворожского района Днепропетровской области | 30.04.1966      | [ ГС 62 ]  |
| 65         | Дождиков Георгий Иванович                         | 1932 — ????             | Старший плавильщик медеплавильного завода Алмалыкского горно-металлургического комбината Министерства цветной металлургии СССР, Ташкентская область                                                                | 30.03.1971      | [ ГС 63 ]  |
| 66         | Дойбан Кирилл Исаакович                           | 1910 — ????             | Председатель колхоза имени Воровского Ново-Александровского района Ставропольского края | 16.04.1949      | [ ГС 64 ]  |
| 67         | Дойнеко Филипп Петрович                           | 1916 — 13.02.1979       | Первый секретарь Гродненского райкома Компартии Белоруссии | 22.03.1966      | [ ГС 65 ]  |
| 68         | Дойникова Валентина Николаевна                    | 28.10.1928 — ????       | Звеньевая колхоза «Путь к рассвету» Кромского района Орловской области | 30.03.1948      | [ ГС 66 ]  |
| 69         | Дойнова Анна Прокофьевна                          | род. 10.06.1937         | Изолировщица завода «Азовкабель» Министерства электротехнической промышленности СССР, гор. Бердянск Запорожской области                                                                                            | 03.01.1974      | [ ГС 67 ]  |
| 70         | Докторов Николай Иванович                         | 06.12.1907 — 16.06.1983 | Директор Воскресенского химического комбината имени В. В. Куйбышева Министерства химической промышленности СССР, Московская область                                                                                | 20.04.1971      | [ ГС 68 ]  |
| 71         | Докукин Валентин Петрович                         | 05.04.1927 – 10.09.1990 | Машинист-инструктор локомотивного депо Барнаул Западно-Сибирской железной дороги, Алтайский край | 04.05.1971      | [ ГС 69 ]  |
| 72         | Докучаев Юрий Петрович                            | 12.12.1935 — 03.01.2006 | Генеральный директор научно-производственного предприятия «Пульсар» Министерства электронной промышленности СССР, гор. Москва                                                                                      | 26.04.1984      | [ ГС 70 ]  |
| 73         | Докшас Зигмантас Станиславович                    | род. 02.05.1933         | Директор совхоза имени XXV съезда КПСС Шилутского района Литовской ССР | 30.03.1982      | [ ГС 71 ]  |
| 74         | Долаберидзе Михаил Мелитонович                    | 1900 — ????             | Главный специалист по чаю, заместитель министра сельского хозяйства Грузинской ССР, гор. Тбилиси | 02.04.1966      | [ ГС 72 ]  |
| 75         | Долбаев Асанбек                                   | 10.03.1928 — 1992       | Аппаратчик Рыбачинского мясокомбината Министерства мясной и молочной промышленности Киргизской ССР, Иссык-Кульская область                                                                                         | 16.01.1974      | [ ГС 73 ]  |
| 76         | Долбая Григорий Андреевич                         | 1898 — 06.1966          | Заведующий районным отделом сельского хозяйства Гагрского района Абхазской АССР | 21.02.1948      | [ ГС 74 ]  |
| 77         | Долбня Мария Моисеевна                            | 26.11.1926 — 14.11.2002 | Звеньевая колхоза «Ударник полей» Промышленновского района Кемеровской области | 25.02.1949      | [ ГС 75 ]  |
| 78         | Долбня Матрёна Борисовна                          | 1900 — 19.04.1986       | Звеньевая колхоза «Ударник полей» Промышленновского района Кемеровской области | 25.02.1949      | [ ГС 76 ]  |
| 79         | Долганов Александр Васильевич                     | 14.03.1928 — 02.06.2015 | Директор госплемзавода «Россия» Лямбирского района Мордовской АССР | 29.08.1986      | [ ГС 77 ]  |
| 80         | Долгий Алексей Арсентьевич                        | 08.10.1907 — 16.01.1981 | Директор Подольского машиностроительного завода имени Орджоникидзе Министерства тяжёлого, энергетического и транспортного машиностроения СССР, Московская область                                                  | 05.04.1971      | [ ГС 78 ]  |
| 81         | Долгинин Евгений Андреевич                        | 25.02.1930 — 14.04.2012 | Главный инженер «Красноярскгэсстроя» Министерства энергетики и электрификации СССР, Красноярский край | 01.06.1973      | [ ГС 79 ]  |
| 82         | Долгов Михаил Герасимович                         | 13.11.1904 — 11.12.1985 | Председатель колхоза «Гвардеец» Батыревского района Чувашской АССР | 23.06.1966      | [ ГС 80 ]  |
| 83         | Долгова Вера Андреевна                            | 27.09.1911 — 09.06.1999 | Звеньевая колхоза имени К. Цеткин Кошкинского района Куйбышевской области | 26.02.1948      | [ ГС 81 ]  |
| 84         | Долгова Ксения Ивановна                           | 14.01.1913 — 02.11.1984 | Звеньевая колхоза имени К. Цеткин Кошкинского района Куйбышевской области | 26.02.1948      | [ ГС 82 ]  |
| 85         | Долгова Татьяна Михайловна                        | 1895 — ????             | Доярка колхоза имени 12-й годовщины Октября Ухтомского района Московской области | 18.09.1950      | [ ГС 83 ]  |
| 86         | Долгова Ульяна Кирилловна                         | 1914 — ????             | Свинарка свиноводческого совхоза «Забойщик» Министерства совхозов ССР, Лисичанский район Ворошиловградской области                                                                                                 | 05.08.1948      | [ ГС 84 ]  |
| 87         | Долгоплоск Борис Александрович                    | 12.11.1905 — 18.07.1994 | Заведующий лабораторией Института химической физики Академии наук СССР, член-корреспондент АН СССР, гор. Москва | 19.03.1963      | [ ГС 85 ]  |
| 88         | Долгополов Анатолий Александрович                 | 13.11.1922 — 28.09.2002 | Бригадир слесарей-сборщиков конструкторского бюро Ленинградского завода «Россия» Министерства радиопромышленности СССР                                                                                             | 26.04.1971      | [ ГС 86 ]  |
| 89         | Долгополов Фёдор Иванович                         | 1912 — 30.11.1985       | Старший чабан овцесовхоза «Артезианский» Нефтекумского района Ставропольского края | 22.03.1966      | [ ГС 87 ]  |
| 90         | Долгополова Любовь Осиповна                       | род. 1932               | Бригадир рабочих Вильнюсской кондитерской фабрики «Пяргале» Министерства пищевой промышленности Литовской ССР | 21.07.1966      |            |
| 91         | Долгуничев Юрий Иванович                          | 31.07.1926 — 2006       | Токарь Ленинградского завода точных электромеханических приборов Министерства авиационной промышленности СССР | 26.04.1971      | [ ГС 88 ]  |
| 92         | Долгушин Николай Сергеевич                        | 06.10.1921 — 05.10.1994 | Бригадир бетонщиков строительного управления № 18 треста «Запсибтрансстрой» Министерства транспортного строительства СССР, гор. Новосибирск                                                                        | 02.06.1962      | [ ГС 89 ]  |
| 93         | Долесова Евдокия Митрофановна                     | 03.03.1926 — 03.01.2007 | Оператор цеха бесшовных труб Днепропетровского трубного завода имени Ленина Днепропетровского совнархоза | 07.03.1960      | [ ГС 90 ]  |
| 94         | Долженкова Евдокия Петровна                       | 08.08.1914 — 10.06.2001 | Доярка совхоза «Каргапольский» Каргапольского района Курганской области | 22.03.1966      | [ ГС 91 ]  |
| 95         | Должиков Николай Павлович                         | 10.01.1932 — 02.01.2012 | Забойщик шахты имени XXII съезда КПСС Кадиевского производственного объединения по добыче угля Министерства угольной промышленности Украинской ССР, Ворошиловградская область                                      | 05.03.1976      | [ ГС 92 ]  |
| 96         | Должин Александр Прокопьевич                      | 1926—1978               | Звеньевой колхоза имени Сталина Крутинского района Омской области | 08.03.1948      | [ ГС 93 ]  |
| 97         | Долибец Фёдор Данилович                           | 23.09.1911 — 26.09.1987 | Председатель колхоза имени Сталина Дзержинского района Житомирской области | 26.02.1958      | [ ГС 94 ]  |
| 98         | Долидзе Григорий Шалвович                         | 25.03.1910 — ????       | Агроном колхоза имени Леселидзе Махарадзевского района Грузинской ССР | 23.07.1951      | [ ГС 95 ]  |
| 99         | Долидзе Зелихе Мемедовна                          | род. 1927               | Колхозница колхоза имени Стуруа Кобулетского района Аджарской АССР | 29.08.1949      | [ ГС 96 ]  |
| 100        | Долинов Леонид Иванович                           | 06.11.1930 — 12.03.2017 | Начальник испытательного управления 53-го научно-исследовательского испытательного полигона Министерства обороны СССР, полковник, Архангельская область                                                            | 17.02.1984      | [ ГС 97 ]  |
| 101        | Долинский Василий Николаевич                      | 1902 — ????             | Звеньевой колхоза имени Димитрова гор. Мукачево Закарпатской области | 21.06.1949      | [ ГС 98 ]  |
| 102        | Долинян Саркис Пилипосович                        | 1909—1988               | Старший механик Шагриарской МТС Октемберянского района Армянской ССР | 16.10.1950      | [ ГС 99 ]  |
| 103        | Долот Андрей Фомич                                | 1898—1977               | Скотник мясного совхоза № 107 Министерства совхозов СССР, Приютненский район Ставропольского края | 27.07.1948      | [ ГС 100 ] |
| 104        | Долотов Иван Николаевич                           | 05.09.1913 — 13.08.1964 | Бригадир колхоза имени Октябрьской революции Больше-Маресьевского района Горьковской области | 15.06.1950      | [ ГС 101 ] |
| 105        | Доля Кирилл Яковлевич                             | 04.04.1904 — 30.09.1969 | Председатель колхоза «Перемога» Близнюковского района Харьковской области | 07.05.1948      | [ ГС 102 ] |
| 106        | Домалевская Вицентина Антоновна                   | 1909 — ????             | Звеньевая колхоза имени Фрунзе Илийского района Алма-Атинской области | 28.03.1948      | [ ГС 103 ] |
| 107        | Доманин Александр Фёдорович                       | 05.11.1923 — 25.06.2009 | Бригадир колхоза имени Сталина Вурнарского района Чувашской АССР | 13.07.1950      | [ ГС 104 ] |
| 108        | Доманин Валентин Александрович                    | 09.08.1927 — 11.10.2020 | Свинарь совхоза «Искра» Ленинградского района Краснодарского края | 22.03.1966      | [ ГС 105 ] |
| 109        | Домбалян Зармик Арутовна                          | 1925 — ????             | Звеньевая колхоза имени Ворошилова Гагрского района Абхазской АССР | 05.08.1949      | [ ГС 106 ] |
| 110        | Домбровский Гавриил Васильевич                    | 1903 — ????             | Звеньевой колхоза «Украина» Ямпольского района Винницкой области | 23.06.1966      |            |
| 111        | Домбрылов Балдан Базарович                        | 19.05.1923 — 11.04.2010 | Старший чабан Ононского опытно-производственного хозяйства Шилкинского района Читинской области | 06.09.1973      | [ ГС 107 ] |
| 112        | Доменикан Николай Владимирович                    | 01.03.1932 — 15.02.2012 | Первый секретарь Барановичского райкома Компартии Белоруссии, Брестская область | 05.12.1985      | [ ГС 108 ] |
| 113        | Доминик Евгения Владимировна                      | род. 24.04.1938         | Бригадир колхоза имени Л. Украинки Чортковского района Тернопольской области | 17.08.1988      |            |
| 114        | Домкене Янина Ионо                                | род. 1929               | Доярка колхоза «Бейнорава» Радвилишкского района Литовской ССР | 08.04.1971      |            |
| 115        | Домнин Николай Иванович                           | 05.11.1919 — 07.12.1997 | Управляющий трестом Главсредволговодстроя Министерства мелиорации и водного хозяйства РСФСР, гор. Саратов | 28.01.1974      | [ ГС 109 ] |
| 115.000002 | Домницкая Елена Семёновна                         | 20.09.1922 — 20.07.2015 | Звеньевая семеноводческого совхоза «Сибиряк» Министерства совхозов СССР, Тулунский район Иркутской области | 03.05.1948      | [ ГС 110 ] |
| 116        | Домнич Михаил Васильевич                          | 1926 — ????             | Бурильщик Тырныаузского вольфрамово-молибденового комбината Кабардино-Балкарского совнархоза | 09.06.1961      | [ ГС 111 ] |
| 117        | Домрачев Борис Фёдорович                          | 25.12.1926 — 04.09.2001 | Слесарь механосборочных работ Свердловского завода электроавтоматики Министерства радиопромышленности СССР | 29.07.1966      |            |
| 118        | Донадзе Тео Самсоновна                            | 1918 — ????             | Колхозница колхоза имени Леселидзе Махарадзевского района Грузинской ССР | 29.08.1949      | [ ГС 112 ] |
| 119        | Донаев Базар                                      | 1928 — ????             | Бригадир колхоза «Октябрь» Нарпайского района Самаркандской области | 26.02.1981      | [ ГС 113 ] |
| 120        | Донаев Тоир                                       | род. 10.05.1934         | Старший чабан колхоза «Москва» Вахшского района Таджикской ССР | 08.04.1971      | [ ГС 114 ] |
| 121        | Дондуа Сергей Леванович                           | 01.07.1922 — 08.04.1999 | Капитан теплохода «Максим Горький» Черноморского морского пароходства Министерства морского флота СССР, Одесская область                                                                                           | 01.07.1982      | [ ГС 115 ] |
| 122        | Доненбаева Камшат Байгазиновна                    | 15.09.1943 — 09.11.2017 | Трактористка совхоза «Харьковский» Боровского района Кустанайской области | 10.02.1975      | [ ГС 116 ] |
| 123        | Донец Григорий Иванович                           | 15.05.1927 — 15.04.2014 | Бригадир комплексной бригады строительно-монтажного управления № 3 домостроительного треста Главкиевгорстроя, гор. Киев                                                                                            | 03.06.1966      | [ ГС 117 ] |
| 124        | Донецков Степан Иванович                          | 1928—1986               | Дорожный мастер Арчединской дистанции пути Приволжской железной дороги, Волгоградская область | 04.08.1966      | [ ГС 118 ] |
| 125        | Донкарёв Пётр Николаевич                          | 10.05.1920 — 22.11.2007 | Шофёр Рижского автобусного парка Министерства автомобильного транспорта Латвийской ССР | 04.05.1971      | [ ГС 119 ] |
| 126        | Донская Татьяна Никитична                         | 05.04.1920 — 23.02.2014 | Свинарка свиноводческого совхоза имени М. Горького Министерства совхозов СССР, Кавказский район Краснодарского края                                                                                                | 17.05.1951      | [ ГС 120 ] |
| 127        | Донских Виктор Васильевич                         | 08.07.1935 — 04.10.2022 | Первый секретарь Добринского райкома КПСС, Липецкая область | 11.12.1973      | [ ГС 121 ] |
| 128        | Донской Марк Семёнович                            | 06.03.1901 — 21.03.1981 | Кинорежиссёр Центральной киностудии детских и юношеских фильмов имени М. Горького, гор. Москва | 01.06.1971      | [ ГС 122 ] |
| 129        | Донченко Анатолий Акимович                        | 28.04.1922 — 24.07.2010 | Шлифовщик Киевского завода «Арсенал» Министерства оборонной промышленности СССР | 26.04.1971      |            |
| 130        | Донченко Андрей Васильевич                        | 05.06.1911 — 03.12.1988 | Директор совхоза «Приишимский» Сергеевского района Северо-Казахстанской области | 08.04.1971      | [ ГС 123 ] |
| 131        | Донченко Пётр Петрович                            | род. 08.07.1938         | Мастер-плавильщик Запорожского моторостроительного производственного объединения Министерства авиационной промышленности СССР                                                                                      | 10.06.1977      | [ ГС 124 ] |
| 132        | Доракулов Хамра                                   | 1900 — ????             | Звеньевой колхоза имени Димитрова Нижне-Чирчикского района Ташкентской области | 17.07.1951      |            |
| 133        | Дорджиев Санджи Очирович                          | 1928—1975               | Старший чабан совхоза «Ленинский» Целинного района Калмыцкой АССР | 12.03.1965      | [ ГС 125 ] |
| 134        | Доржиева Балдама Тугжиевна                        | 02.05.1919 — 2009       | Чабан совхоза «Эрдэм» Мухоршибирского района Бурятской АССР | 25.12.1959      | [ ГС 126 ] |
| 135        | Доржиева Бальжима                                 | 1898—1983               | Старший чабан колхоза «Коммунизм» Могойтуйского района Читинской области | 14.12.1957      | [ ГС 127 ] |
| 136        | Дорогин Александр Сергеевич                       | 20.08.1930 — 2010       | Старший аппаратчик Рубежанского химического комбината Министерства химической промышленности СССР, Ворошиловградская область                                                                                       | 20.04.1971      | [ ГС 128 ] |
| 137        | Дорогина Галина Георгиевна                        | 01.01.1940 — 11.07.2006 | Бригадир птицеводческого совхоза «Тальменский» Искитимского района Новосибирской области | 08.04.1971      | [ ГС 129 ] |
| 138        | Дорогобид Григорий Макарович                      | 18.11.1911 — 20.07.1994 | Начальник коксохимического производства Магнитогорского металлургического комбината Министерства чёрной металлургии СССР, Челябинская область                                                                      | 22.03.1966      | [ ГС 130 ] |
| 139        | Дородницын Анатолий Алексеевич                    | 02.12.1910 — 07.06.1994 | Директор Вычислительного центра Академии наук СССР, заведующий кафедрой прикладной математики Московского физико-технического института, академик АН СССР                                                          | 01.12.1970      | [ ГС 131 ] |
| 140        | Дороженко Филипп Прохорович                       | 22.06.1907 — 21.02.1978 | Директор Первухинского свеклосовхоза Министерства пищевой промышленности СССР, Богодуховский район Харьковской области                                                                                             | 30.04.1948      | [ ГС 132 ] |
| 141        | Доронин Александр Фёдорович                       | 04.08.1926 — 03.06.1995 | Старший машинист паровозного депо Сосногорск Печорской железной дороги, Коми АССР | 01.08.1959      | [ ГС 133 ] |
| 142        | Доронина Тамара Николаевна                        | 1930 — ????             | Свинарка колхоза имени Чапаева Дзержинского района Калужской области | 08.04.1971      | [ ГС 134 ] |
| 143        | Дороничева Вера Николаевна                        | 01.05.1928 — 06.01.2006 | Ткачиха Щёлковского хлопчатобумажного комбината Министерства лёгкой промышленности РСФСР, Московская область | 09.06.1966      | [ ГС 135 ] |
| 144        | Дорофеев Алексей Иванович                         | 1914 — ????             | Бригадир тракторной бригады Аскизской МТС Аскизского района Хакасской автономной области | 07.01.1948      | [ ГС 136 ] |
| 145        | Дорофеев Василий Алексеевич                       | 24.12.1908 — 20.11.2012 | Председатель колхоза «Красный застрельщик» Починковского района Смоленской области | 30.06.1966      | [ ГС 137 ] |
| 146        | Дорофеева Екатерина Степановна                    | 13.11.1922 — 18.09.2002 | Звеньевая колхоза имени Сталина Ружичнянского района Каменец-Подольской области | 16.02.1948      | [ ГС 138 ] |
| 147        | Дорофеева Лидия Якимовна                          | 15.05.1924 — 04.05.1990 | Бригадир Чебоксарского завода резинотехнических изделий Министерства оборонной промышленности СССР, Чувашская АССР                                                                                                 | 28.07.1966      | [ ГС 139 ] |
| 147.000003 | Дорофеева Феврония Акиндиновна                    | род. 1935               | Доярка колхоза «Ленино атминимас» Зарасайского района Литовской ССР | 08.04.1971      |            |
| 148        | Дорофеенко Раиса Ильинична                        | 10.06.1933 — 06.05.2000 | Свинарка колхоза имени Калинина Витебского района Витебской области | 22.03.1966      | [ ГС 140 ] |
| 149        | Дорохов Илья Деомидович                           | 02.08.1925 — 24.01.2003 | Председатель колхоза имени Ленина Аларского района Усть-Ордынского Бурятского автономного округа Иркутской области                                                                                                 | 13.03.1981      | [ ГС 141 ] |
| 150        | Дорош Виктор Ануфриевич                           | 22.04.1924 — 05.06.2009 | Маслодел-мастер Предгорненского маслозавода Министерства мясной и молочной промышленности Казахской ССР, Глубоковский район Восточно-Казахстанской области                                                         | 26.04.1971      | [ ГС 142 ] |
| 151        | Дорошенко Александра Григорьевна                  | 23.03.1923 — 18.07.1997 | Звеньевая колхоза имени Сталина Богодуховского района Харьковской области | 18.06.1949      | [ ГС 143 ] |
| 152        | Дорошенко Екатерина Павловна                      | 25.10.1925 — 02.05.1996 | Трактористка колхоза «Светлый луч» Ананьевского района Одесской области | 23.06.1966      | [ ГС 144 ] |
| 153        | Дорошенко Мария Тимофеевна                        | род. 1941               | Бригадир Варваровской птицефабрики Николаевского района Николаевской области | 10.03.1976      |            |
| 154        | Дорошенко Наталья Егоровна                        | 24.07.1927 — 08.01.1995 | Звеньевая свеклосовхоза имени Фрунзе Министерства пищевой промышленности СССР, Кантский район Киргизской ССР | 08.05.1948      | [ ГС 145 ] |
| 155        | Дорошенко Фёдор Степанович                        | 1914 — 03.07.1952       | Бригадир тракторной бригады Боградской МТС Хакасской автономной области | 21.02.1949      | [ ГС 146 ] |
| 156        | Дорошко Валентина Ивановна                        | 08.12.1927 — 18.11.2022 | Звеньевая колхоза имени Сталина Стародорожского района Бобруйской области | 03.07.1951      | [ ГС 147 ] |
| 157        | Дорощак Анна Степановна                           | род. 14.08.1930         | Мастер машинного доения совхоза «Винниковский» Пустомытовского района Львовской области | 06.03.1981      | [ ГС 148 ] |
| 158        | Дорул Вера Петровна                               | род. 27.08.1929         | Звеньевая колхоза «13 лет Октября» Дубоссарского района Молдавской ССР | 09.03.1949      | [ ГС 149 ] |
| 159        | Досаев Пётр Алексеевич                            | 28.06.1923 — 22.04.1986 | Бульдозерист на строительстве Куйбышевской ГЭС | 09.08.1958      | [ ГС 150 ] |
| 160        | Досбергенов Тюлебек                               | 03.1906 — 15.12.2000    | Старший чабан племхоза «Джуан-Тюбе» Фрунзенской области | 15.02.1957      | [ ГС 151 ] |
| 161        | Досжанов Заманбек                                 | род. 1934               | Тракторист совхоза имени Абая Чуйского района Джамбулской области | 19.04.1967      | [ ГС 152 ] |
| 162        | Досжанова Таттикуль                               | 1910 — 06.09.2007       | Дробильщица обогатительной фабрики рудника Ачисай Ачисайского полиметаллического комбината Южно-Казахстанского совнархоза                                                                                          | 07.03.1960      | [ ГС 153 ] |
| 163        | Досмагамбетов Науан                               | 20.09.1932 — 28.12.2005 | Старший чабан совхоза «Актюбинский» Темирского района Актюбинской области | 22.03.1966      | [ ГС 154 ] |
| 164        | Досметов Садык                                    | 1900—1979               | Старший табунщик колхоза имени Сталина Сайрамского района Южно-Казахстанской области | 12.07.1949      | [ ГС 155 ] |
| 165        | Досов Искандар                                    | 1916 — 25.11.1976       | Председатель колхоза имени Нариманова Багатского района Хорезмской области | 11.01.1957      | [ ГС 156 ] |
| 166        | Досова Авадана                                    | род. 20.07.1935         | Звеньевая колхоза имени Кирова Шаватского района Хорезмской области | 11.01.1957      | [ ГС 157 ] |
| 167        | Достовалов Владимир Иванович                      | род. 02.06.1933         | Бригадир монтажников монтажно-строительного управления № 88 треста «Энергоспецмонтаж» Министерства среднего машиностроения СССР, гор. Шевченко Гурьевской области                                                  | 26.04.1971      | [ ГС 158 ] |
| 168        | Досумбаев Абдижапар                               | 10.08.1910 — 10.04.1980 | Председатель Таласского райисполкома Джамбулской области | 23.07.1948      | [ ГС 159 ] |
| 169        | Досумбеков Айт                                    | 1884—1970               | Старший чабан совхоза «Ходжа-Тугайский» Министерства совхозов СССР, Кзыл-Кумский район Южно-Казахстанской области                                                                                                  | 01.12.1949      | [ ГС 160 ] |
| 169.000004 | Доценко Нина Яковлевна                            | 17.04.1922 — 05.05.2018 | Звеньевая свиноводческого совхоза «Вторая пятилетка» Министерства совхозов СССР, Ленинградский район Краснодарского края                                                                                           | 11.05.1949      | [ ГС 161 ] |
| 170        | Доценко Сергей Александрович                      | 1909 — ????             | Бригадир сборщиков-монтажников Сталинского строительно-монтажного управления № 1 треста «Сталиншахтостроймонтаж» Министерства строительства предприятий угольной промышленности Украинской ССР, Сталинская область | 26.04.1957      |            |
| 171        | Доценко Фёдор Петрович                            | 14.02.1911 — 19.06.1988 | Главный винодел винсовхоза имени Ленина производственно-совхозного объединения «Абрау-Дюрсо» Министерства пищевой промышленности РСФСР, Краснодарский край                                                         | 21.07.1966      | [ ГС 162 ] |
| 172        | Дочия Мамия Онисимович                            | 1909 — ????             | Директор Зугдидской МТС Зугдидского района Грузинской ССР | 21.02.1948      | [ ГС 163 ] |
| 173        | Дощечкин Анатолий Фёдорович                       | род. 05.07.1944         | Вальцовщик Магнитогорского металлургического комбината имени В. И. Ленина Министерства металлургии СССР, Челябинская область                                                                                       | 28.06.1991      | [ ГС 164 ] |

| Навигационная таблица | Навигационная таблица |
| --------------------- | --------------------- |
| «Д»                   | Дабаев — Дешунин      |
| «Д»                   | Джабаров — Дическул   |
| «Д»                   | Длимбетов — Дощечкин  |
| «Д»                   | Драгавцев — Дяченко   |